# Liga Narodów w Piłce Siatkowej Mężczyzn 2022 (składy)
Artykuł grupuje składy niektórych (nie długo będzie wszystkich) reprezentacji narodowych w piłce siatkowej, które wystąpiły w Lidze Narodów 2022.
- Wiek na dzień 7 czerwca 2022 roku.
- Przynależność klubowa na koniec sezonu 2021/2022.
- Legenda:
Nr – numer zawodnika
A – atakujący
L – libero
P – przyjmujący
R – rozgrywający
Ś – środkowy

## Argentyna[1]
Trener: Marcelo Méndez
| Nr | Imię i nazwisko      | Data urodzenia (wiek) | Wzrost (cm) | Klub                       | Pozycja |
| -- | -------------------- | --------------------- | ----------- | -------------------------- | ------- |
| 1  | Matías Sánchez       | 20.09.1996 (25)       | 173         | Tourcoing LM               | R       |
| 2  | Tobías Scarpa        | 20.10.2001 (20)       | 187         | Ciudad Voley               | L       |
| 3  | Jan Martínez Franchi | 28.08.1998 (23)       | 190         | Greenyard Maaseik          | P       |
| 4  | Joaquín Gallego      | 21.11.1996 (25)       | 204         | Sporting CP                | Ś       |
| 5  | Pablo Urchevich      | 30.04.2001 (21)       | 190         | AONS Milon                 | R       |
| 6  | Federico Martina     | 02.11.1992 (29)       | 202         | Melilla Sport Capital      | A       |
| 7  | Facundo Conte        | 25.08.1989 (32)       | 198         | Aluron CMC Warta Zawiercie | P       |
| 8  | Agustín Loser        | 12.10.1997 (24)       | 198         | Tourcoing LM               | Ś       |
| 9  | Santiago Danani      | 12.12.1995 (26)       | 176         | Berlin Recycling Volleys   | L       |
| 10 | Nicolás Lazo         | 16.04.1995 (27)       | 192         | Montpellier UC             | P       |
| 11 | Manuel Armoa         | 01.12.2002 (19)       | 197         | UPCN Vóley Club            | P       |
| 12 | Bruno Lima           | 04.02.1996 (26)       | 198         | Nice VB                    | A       |
| 13 | Ezequiel Palacios    | 02.10.1992 (29)       | 200         | Montpellier UC             | P       |
| 14 | Nicolás Méndez       | 02.11.1992 (29)       | 191         | Paris Volley               | P       |
| 15 | Luciano De Cecco     | 02.06.1988 (34)       | 194         | Cucine Lube Civitanova     | R       |
| 16 | Luciano Palonsky     | 08.07.1999 (22)       | 198         | Tours VB                   | P       |
| 17 | Luciano Vicentín     | 04.04.2000 (22)       | 200         | VfB Friedrichshafen        | P       |
| 18 | Martín Ramos         | 26.08.1991 (30)       | 197         | Narbonne Volley            | Ś       |
| 19 | Franco Massimino     | 23.05.1988 (34)       | 177         | Nantes Rezé Métropole      | L       |
| 20 | Mauro Zelayeta       | 03.03.2000 (22)       | 190         | Once Unidos                | P       |
| 22 | Nicolas Zerba        | 13.06.1999 (22)       | 204         | Narbonne Volley            | Ś       |
| 23 | Flavio Rajczakowski  | 10.07.1998 (23)       | 201         | UBE L'Illa Grau            | Ś       |
| 24 | Manuel Balagué       | 12.08.1998 (23)       | 191         | Nea Salamina Famagusta     | A       |
| 66 | Franco Medina        | 30.03.1999 (23)       | 197         | Nice VB                    | Ś       |
| 77 | Matías Giraudo       | 13.03.1998 (24)       | 196         | Nice VB                    | R       |

## Australia[2]
Trener: David Preston
| Nr | Imię i nazwisko      | Data urodzenia (wiek) | Wzrost (cm) | Klub                         | Pozycja |
| -- | -------------------- | --------------------- | ----------- | ---------------------------- | ------- |
| 1  | Beau Graham          | 17.04.1994 (28)       | 202         | Al Wakrah SC                 | Ś       |
| 2  | Arshdeep Dosanjh     | 30.07.1996 (25)       | 205         | Gioiella Prisma Taranto      | R       |
| 3  | Lorenzo Pope         | 06.12.2001 (20)       | 202         | Eastside Hawks VC            | P       |
| 4  | Jackson Holland      | 30.12.1998 (23)       | 185         |                              | L       |
| 5  | Malachi Murch        | 04.01.1995 (27)       | 197         | FT 1844 Freiburg             | P       |
| 6  | Thomas Edgar         | 21.06.1989 (32)       | 212         | JT Thunders                  | A       |
| 7  | James Weir           | 20.07.1995 (26)       | 204         | United Volleys Frankfurt     | Ś       |
| 8  | Trent O’Dea          | 11.05.1994 (28)       | 201         | Delta Group Porto Viro       | Ś       |
| 9  | Max Staples          | 27.07.1994 (27)       | 194         | United Volleys Frankfurt     | P       |
| 10 | Nicolas Borgeaud     | 25.05.1993 (29)       | 190         | Vocasa Nijmegen              | R       |
| 11 | Luke Perry           | 20.11.1995 (26)       | 180         | Tours VB                     | L       |
| 12 | Nehemiah Mote        | 21.06.1993 (28)       | 204         | Berlin Recycling Volleys     | Ś       |
| 13 | Thomas Heptinstall   | 01.03.1999 (23)       | 206         |                              | A       |
| 14 | Hamish Hazelden      | 14.07.1996 (25)       | 203         | University of Calgary        | A       |
| 15 | Conal Tain McAinsh   | 12.05.1997 (25)       | 201         | UVC Weberzeile Ried/Innkreis | Ś       |
| 17 | Korben Phillips      |                       |             |                              | Ś       |
| 18 | Lincoln Williams     | 06.10.1993 (28)       | 200         | Incheon Korean Air Jumbos    | A       |
| 19 | William D'Arcy       |                       |             |                              | A       |
| 21 | Nicholas Butler      | 27.06.1997 (24)       | 198         | Spacer’s de Toulouse         | R       |
| 23 | Sam Flowerday        | 30.05.2002 (20)       | 191         | Canberra Heat                | P       |
| 26 | Dimitri Sidiropoulos | 24.03.1995 (27)       | 197         | Kecskeméti RC                | R       |
| 27 | Max Senica           | 19.08.1999 (22)       | 191         |                              | P       |
| 29 | Ethan Garrett        | 01.02.2001 (21)       | 195         | Al Wehda                     | P       |
| 31 | Matthew Aubrey       | 18.08.1997 (24)       | 207         | Floby VK                     | A       |
| 33 | Lachlan Bray         |                       |             |                              | P       |

## Brazylia[3]
Trener: Renan Dal Zotto
| Nr | Imię i nazwisko              | Data urodzenia (wiek) | Wzrost (cm) | Klub                                 | Pozycja |
| -- | ---------------------------- | --------------------- | ----------- | ------------------------------------ | ------- |
| 1  | Bruno Rezende                | 02.07.1986 (35)       | 190         | Leo Shoes PerkinElmer Modena         | R       |
| 2  | Leonardo Henrique Andrade    | 14.05.2002 (20)       | 203         | SESI São Paulo                       | Ś       |
| 3  | João Rafael Ferreira         | 17.03.1993 (29)       | 192         | Gioiella Prisma Taranto              | P       |
| 4  | Franco Paese                 | 01.03.1990 (32)       | 201         | Vôlei Guarulhos                      | A       |
| 5  | Matheus Gonçalves            | 01.04.1997 (25)       | 185         | SESI São Paulo                       | R       |
| 6  | Adriano Xavier Cavalcante    | 06.02.2002 (20)       | 200         | Vôlei Renata                         | P       |
| 7  | William Arjona               | 31.07.1979 (42)       | 185         | Minas Tênis Clube                    | R       |
| 8  | Wallace de Souza             | 26.06.1987 (34)       | 198         | Sada Cruzeiro Vôlei                  | A       |
| 9  | Joandry Leal                 | 31.08.1988 (33)       | 202         | Leo Shoes PerkinElmer Modena         | P       |
| 10 | Matheus Bispo dos Santos     | 23.04.1996 (26)       | 209         | Minas Tênis Clube                    | Ś       |
| 11 | Rodrigo Leão                 | 05.06.1996 (26)       | 198         | Sada Cruzeiro Vôlei                  | P       |
| 12 | Isac Santos                  | 13.12.1990 (31)       | 208         | Sada Cruzeiro Vôlei                  | Ś       |
| 13 | Gabriel Vaccari Kavalkievicz | 25.12.1996 (25)       | 191         | Tourcoing LM                         | P       |
| 14 | Fernando Kreling             | 13.01.1996 (26)       | 185         | Sada Cruzeiro Vôlei                  | R       |
| 15 | Maique Reis Nascimento       | 16.01.1997 (25)       | 187         | Minas Tênis Clube                    | L       |
| 16 | Lucas Saatkamp               | 06.03.1986 (36)       | 209         | Vôlei Renata                         | Ś       |
| 17 | Thales Hoss                  | 27.04.1989 (33)       | 190         | Funvic/Taubaté                       | L       |
| 18 | Ricardo Lucarelli            | 14.02.1992 (30)       | 196         | Cucine Lube Civitanova               | P       |
| 19 | Leandro dos Santos           | 13.01.1993 (29)       | 200         | Tours VB                             | Ś       |
| 20 | Henrique Honorato            | 18.03.1997 (25)       | 190         | Minas Tênis Clube                    | P       |
| 21 | Alan Souza                   | 21.03.1994 (28)       | 202         | Kuzbass Kemerowo                     | A       |
| 22 | Alexandre Elias              | 30.09.1997 (24)       | 189         | Vôlei Renata                         | L       |
| 23 | Flávio Gualberto             | 22.04.1993 (29)       | 200         | Tonno Callipo Calabria Vibo Valentia | Ś       |
| 25 | Victor Cardoso               | 22.03.1999 (23)       | 199         | SESI São Paulo                       | P       |
| 28 | Darlan Souza                 | 24.06.2002 (19)       | 192         | SESI São Paulo                       | A       |

## Bułgaria[4]
Trener: Nikołaj Żelazkow
| Nr | Imię i nazwisko     | Data urodzenia (wiek) | Wzrost (cm) | Klub                                    | Pozycja |
| -- | ------------------- | --------------------- | ----------- | --------------------------------------- | ------- |
| 1  | Denis Karjagin      | 28.09.2002 (19)       | 202         | Vero Volley Monza                       | P       |
| 2  | Stefan Czawdarow    | 26.07.1995 (26)       | 205         | SKV Montana                             | Ś       |
| 3  | Nikołaj Kolew       | 16.12.1997 (24)       | 204         | Neftochimik Burgas                      | Ś       |
| 4  | Martin Atanasow     | 27.09.1996 (25)       | 200         | Ziraat Bankası Ankara                   | P       |
| 6  | Władimir Stankow    | 09.08.1996 (25)       | 186         | Lewski Sofia                            | R       |
| 7  | Dobromir Dimitrow   | 07.07.1991 (30)       | 198         | CSKA Sofia                              | R       |
| 9  | Georgi Seganow      | 10.06.1993 (28)       | 198         | Cizre Belediyesi                        | R       |
| 10 | Swietosław Stankow  | 06.08.1996 (25)       | 194         | MKS Będzin                              | R       |
| 11 | Aleks Grozdanow     | 28.03.1998 (24)       | 208         | Vero Volley Monza                       | Ś       |
| 12 | Georgi Tatarow      | 10.05.2003 (19)       | 198         | CSKA Sofia                              | A       |
| 13 | Dimityr Dimitrow    | 12.11.2000 (21)       | 206         | Consar RCM Rawenna                      | A       |
| 14 | Asparuch Asparuchow | 28.07.2000 (21)       | 200         | Werona Volley                           | P       |
| 15 | Radosław Parapunow  | 19.06.1997 (24)       | 205         | OK Vojvodina Nowy Sad                   | A       |
| 16 | Władisław Iwanow    | 14.03.1987 (35)       | 188         | Lewski Sofia                            | L       |
| 17 | Samuił Wałczynow    | 21.12.2001 (20)       | 202         | Lewski Sofia                            | P       |
| 18 | Swietosław Iwanow   | 10.07.2000 (21)       | 194         | Cizre Belediyesi                        | P       |
| 20 | Wencisław Ragin     | 08.04.1992 (20)       | 201         | Neftochimik Burgas                      | Ś       |
| 21 | Ilija Petkow        | 10.10.1996 (25)       | 201         | Saint-Quentin Volley                    | Ś       |
| 22 | Nikołaj Kyrtew      | 20.09.1995 (26)       | 202         | Chebyr Pazardżik                        | Ś       |
| 23 | Aleksandyr Nikołow  | 30.11.2003 (18)       | 203         | California State University, Long Beach | P       |
| 24 | Martin Iwanow       | 12.07.1997 (24)       | 184         | Beroe 2016                              | L       |
| 25 | Wenisław Antow      | 06.04.2004 (18)       | 195         | Lewski Sofia                            | A       |
| 26 | Nikołaj Zachariew   | 18.03.2001 (21)       | 205         | Lewski Sofia                            | Ś       |
| 27 | Martin Bożiłow      | 11.04.1988 (34)       | 190         | SKV Montana                             | L       |

## Francja[5]
Trener: Andrea Giani
| Nr | Imię i nazwisko       | Data urodzenia (wiek) | Wzrost (cm) | Klub                         | Pozycja |
| -- | --------------------- | --------------------- | ----------- | ---------------------------- | ------- |
| 1  | Barthélémy Chinenyeze | 28.02.1998 (24)       | 202         | Allianz Milano               | Ś       |
| 2  | Jenia Grebennikov     | 13.08.1990 (31)       | 188         | Zenit Petersburg             | L       |
| 3  | Raphaël Corre         | 21.11.1989 (32)       | 196         | Chaumont VB 52               | R       |
| 4  | Jean Patry            | 27.12.1996 (24)       | 207         | Allianz Milano               | A       |
| 5  | Jérémie Mouiel        | 04.05.1995 (27)       | 176         | AS Cannes VB                 | L       |
| 6  | Benjamin Toniutti     | 30.10.1989 (32)       | 183         | Jastrzębski Węgiel           | R       |
| 7  | Kevin Tillie          | 02.11.1990 (31)       | 198         | Tours VB                     | P       |
| 9  | Earvin N'Gapeth       | 12.02.1991 (31)       | 194         | Leo Shoes PerkinElmer Modena | P       |
| 11 | Antoine Brizard       | 22.05.1994 (28)       | 196         | Gas Sales Bluenergy Piacenza | R       |
| 12 | Stéphen Boyer         | 10.04.1996 (26)       | 196         | Jastrzębski Węgiel           | A       |
| 13 | Luca Ramon            | 10.08.2000 (21)       | 185         | Stade Poitevin Poitiers      | L       |
| 14 | Nicolas Le Goff       | 15.02.1992 (30)       | 203         | Montpellier UC               | Ś       |
| 15 | Médéric Henry         | 20.06.1995 (26)       | 212         | Plessis Robinson VB          | Ś       |
| 16 | Daryl Bultor          | 17.11.1995 (26)       | 197         | Tourcoing Lille Métropole    | Ś       |
| 17 | Trévor Clévenot       | 28.06.1994 (27)       | 198         | Jastrzębski Węgiel           | P       |
| 19 | Yacine Louati         | 04.03.1992 (30)       | 198         | Fenerbahçe SK                | P       |
| 20 | Benjamin Diez         | 04.04.1998 (24)       | 183         | Paris Volley                 | L       |
| 21 | Théo Faure            | 12.10.1999 (22)       | 196         | Montpellier UC               | A       |
| 22 | Pierre Derouillon     | 06.06.1999 (23)       | 194         | Tours VB                     | P       |
| 23 | Luka Basic            | 29.01.1995 (27)       | 201         | Montpellier UC               | P       |
| 24 | Moussé Gueye          | 11.11.1996 (25)       | 198         | Chaumont VB 52               | Ś       |
| 25 | Quentin Jouffroy      | 07.05.1993 (29)       | 203         | Narbonne Volley              | Ś       |
| 26 | François Rebeyrol     | 02.07.1999 (22)       | 200         | Plessis Robinson VB          | P       |
| 27 | Ibrahim Lawani        | 15.09.2001 (20)       | 198         | Paris Volley                 | A       |
| 28 | Thomas Gill           | 03.08.2000 (21)       | 196         | Montpellier UC               | R       |

## Holandia[6]
Trener: Roberto Piazza
| Nr | Imię i nazwisko      | Data urodzenia (wiek) | Wzrost (cm) | Klub                           | Pozycja |
| -- | -------------------- | --------------------- | ----------- | ------------------------------ | ------- |
| 1  | Markus Held          | 19.08.2000 (21)       | 187         | Amysoft Lycurgus Groningen     | R       |
| 2  | Wessel Keemink       | 29.05.1993 (29)       | 200         | VK ČEZ Karlovarsko             | R       |
| 3  | Maarten van Garderen | 24.01.1990 (32)       | 200         | Leo Shoes PerkinElmer Modena   | P       |
| 4  | Thijs ter Horst      | 18.09.1991 (30)       | 205         | Sir Safety Conad Perugia       | P       |
| 5  | Luuc van der Ent     | 27.07.1997 (24)       | 208         | WWK Volleys Herrsching         | Ś       |
| 6  | Jasper Wijkstra      | 29.04.2002 (20)       | 203         | Active Living Orion Doetinchem | A       |
| 7  | Gijs Jorna           | 30.05.1989 (33)       | 197         | Spacer's de Toulouse           | P       |
| 8  | Fabian Plak          | 23.07.1997 (24)       | 197         | Chaumont VB 52                 | Ś       |
| 9  | Steven Ottevanger    | 07.01.1995 (27)       | 182         | Amysoft Lycurgus Groningen     | L       |
| 10 | Stijn van Tilburg    | 07.04.1996 (26)       | 203         | Helios Grizzlies Giesen        | P       |
| 11 | Martijn Brilhuis     | 30.01.2001 (21)       | 204         | Draisma Dynamo Apeldoorn       | A       |
| 12 | Bennie Tuinstra      | 12.09.2000 (21)       | 195         | Ziraat Bankası Ankara          | P       |
| 13 | Mats Bleeker         | 07.05.1998 (24)       | 177         | Active Living Orion Doetinchem | L       |
| 14 | Nimir Abdel-Aziz     | 05.02.1992 (30)       | 201         | Leo Shoes PerkinElmer Modena   | A       |
| 15 | Gijs van Solkema     | 21.05.1998 (24)       | 193         | VK Kladno                      | R       |
| 17 | Michaël Parkinson    | 23.11.1993 (28)       | 203         | Cerrad Enea Czarni Radom       | Ś       |
| 18 | Robbert Andringa     | 28.04.1990 (32)       | 192         | Indykpol AZS Olsztyn           | L       |
| 19 | Freek de Weijer      | 30.10.1995 (26)       | 190         | AOP Kifissias                  | R       |
| 20 | Yannick Bak          | 30.11.2001 (20)       | 198         | Draisma Dynamo Apeldoorn       | P       |
| 21 | Joris Berkhout       | 02.10.1999 (22)       | 196         | Draisma Dynamo Apeldoorn       | R       |
| 22 | Twan Wiltenburg      | 20.01.1997 (25)       | 205         | Top Volley Cisterna            | Ś       |
| 23 | Robin Boekhoudt      | 13.03.2001 (21)       | 205         | Draisma Dynamo Apeldoorn       | Ś       |
| 24 | Ricardo Hofman       | 17.07.1998 (23)       | 199         | Draisma Dynamo Apeldoorn       | A       |
| 25 | Siebe Korenblek      | 22.03.2002 (20)       | 214         | Talentteam Papendal            | Ś       |
| 26 | Sil Meijs            | 13.03.2002 (20)       | 202         | Talentteam Papendal            | R       |

## Iran[7]
Trener: Behruz Ata’i
| Nr | Imię i nazwisko                   | Data urodzenia (wiek) | Wzrost (cm) | Klub                        | Pozycja |
| -- | --------------------------------- | --------------------- | ----------- | --------------------------- | ------- |
| 1  | Mahdi Jelweh Ghaziani             | 21.05.2001 (21)       | 208         | Foolad Sirdżan Iranian      | Ś       |
| 2  | Milad Ebadipur                    | 17.10.1993 (28)       | 196         | PGE Skra Bełchatów          | P       |
| 3  | Reza Abedini                      | 19.05.1991 (31)       | 203         | Szahdab Jazd                | Ś       |
| 5  | Amir Hosejn Tukhteh               | 09.04.2001 (21)       | 203         | OK Radnički Kragujevac      | Ś       |
| 7  | Esma’il Mosaferdaszliborun        | 21.11.1997 (24)       | 192         |                             | P       |
| 8  | Mohammad Reza Hazratpurtalatappeh | 31.03.1999 (23)       | 187         | Szahrdari Urmia             | L       |
| 9  | Mohammad Reza Moazzen             | 20.09.1991 (30)       | 175         | Szahdab Jazd                | L       |
| 11 | Saber Kazemi                      | 24.12.1998 (23)       | 205         | Al Arabi Ad-Dauha           | A       |
| 12 | Modżtaba Mirzadżanpur             | 07.10.1991 (30)       | 205         | Foolad Mobarakeh Sepahan    | P       |
| 13 | Ali Ramezani                      | 05.05.1998 (24)       | 200         | Labanjat Haraz Amol         | R       |
| 14 | Mejsam Salehi                     | 17.11.1998 (23)       | 198         |                             | P       |
| 15 | Aljasghar Modżarad                | 30.10.1997 (24)       | 205         | Szahrdari Urmia             | Ś       |
| 16 | ‪Abolfazl Gholipur Gholchi         | 21.01.1993 (29)       | 178         |                             | L       |
| 17 | Amin Esma’ilneżad                 | 17.12.1996 (25)       | 203         | Szahdab Jazd                | A       |
| 18 | Mohammad Taher Vadi               | 10.10.1989 (32)       | 193         | Pajkan Teheran              | R       |
| 19 | Ehsan Daneshdust                  | 01.01.2000 (22)       | 192         | Palembang Bank Sumsel Babel | P       |
| 20 | Porija Jali                       | 21.01.1999 (23)       | 209         | Pajkan Teheran              | A       |
| 21 | Amir Reza Sarlak                  | 10.05.2001 (21)       | 201         | Szahrdari Urmia             | Ś       |
| 22 | Amirhosejn Esfandijar             | 24.01.1999 (23)       | 209         | Labanjat Haraz Amol         | P       |
| 23 | Bardija Saadat                    | 12.02.2002 (20)       | 205         | Top Volley Cisterna         | A       |
| 24 | Dżawad Karimisuchelma’i           | 01.03.1998 (24)       | 204         | Greenyard Maaseik           | R       |
| 25 | Fazel Pażooman                    | 21.08.1993 (28)       | 206         | Szahdab Jazd                | R       |
| 26 | Mehrab Malakisorkhi               | 08.04.1998 (24)       | 206         |                             | Ś       |
| 30 | Amir Hassan Farhadi               | 10.01.1998 (24)       | 203         | Szabab Alahli               | P       |
| 49 | Morteza Szarifi                   | 27.05.1999 (23)       | 193         | Spor Toto                   | P       |

## Japonia[8]
Trener: Philippe Blain
| Nr | Imię i nazwisko   | Data urodzenia (wiek) | Wzrost (cm) | Klub                                 | Pozycja |
| -- | ----------------- | --------------------- | ----------- | ------------------------------------ | ------- |
| 1  | Yūji Nishida      | 30.01.2000 (22)       | 186         | Tonno Callipo Calabria Vibo Valentia | A       |
| 2  | Taishi Onodera    | 27.02.1996 (26)       | 201         | JT Thunders                          | Ś       |
| 5  | Tatsunori Otsuka  | 11.05.2000 (22)       | 194         | Panasonic Panthers                   | P/A     |
| 6  | Akihiro Yamauchi  | 30.11.1993 (28)       | 204         | Panasonic Panthers                   | Ś       |
| 7  | Kenta Takanashi   | 25.03.1997 (25)       | 190         | Wolf Dogs Nagoya                     | P       |
| 8  | Masahiro Sekita   | 20.11.1993 (28)       | 175         | Cuprum Lubin                         | R       |
| 9  | Masaki Oya        | 23.04.1995 (27)       | 177         | Suntory Sunbirds                     | R       |
| 10 | Kentaro Takahashi | 08.02.1995 (27)       | 201         | Toray Arrows                         | Ś       |
| 11 | Shoma Tomita      | 20.06.1997 (24)       | 190         | Toray Arrows                         | P       |
| 12 | Ran Takahashi     | 02.09.2001 (20)       | 188         | Kioene Padwa                         | P       |
| 13 | Tomohiro Ogawa    | 04.07.1996 (25)       | 175         | Wolf Dogs Nagoya                     | L       |
| 14 | Yūki Ishikawa     | 11.12.1995 (26)       | 191         | Allianz Milano                       | P       |
| 16 | Kento Miyaura     | 22.02.1999 (23)       | 190         | JTEKT Stings                         | A       |
| 20 | Tomohiro Yamamoto | 05.11.1994 (27)       | 171         | Osaka Blazers Sakai                  | L       |
| 26 | Go Murayama       | 30.07.1998 (23)       | 192         | JTEKT Stings                         | Ś       |

## Kanada[9]
Trener: Benjamin Josephson
| Nr | Imię i nazwisko        | Data urodzenia (wiek) | Wzrost (cm) | Klub                             | Pozycja |
| -- | ---------------------- | --------------------- | ----------- | -------------------------------- | ------- |
| 1  | Jordan Canham          | 04.07.2000 (21)       | 195         | University of Alberta            | A       |
| 2  | Matthew Neaves         | 21.06.2000 (21)       | 207         | UBC Thunderbirds                 | A       |
| 3  | Jesse Elser            | 27.05.1999 (23)       | 203         | Trinity Western Spartans         | P       |
| 4  | Nicholas Hoag          | 19.08.1992 (29)       | 200         | Arkas Spor Izmir                 | P       |
| 5  | Eric Loeppky           | 01.08.1998 (23)       | 197         | Kioene Padwa                     | P       |
| 6  | Danny Demyanenko       | 13.07.1994 (27)       | 196         | Montpellier UC                   | Ś       |
| 7  | Stephen Maar           | 06.12.1994 (27)       | 201         | Top Volley Cisterna              | P       |
| 8  | Brett Walsh            | 19.02.1994 (28)       | 195         | PAOK Saloniki                    | R       |
| 9  | Jay Blankenau          | 27.09.1989 (32)       | 194         | Projekt Warszawa                 | R       |
| 10 | Ryan Sclater           | 10.02.1994 (28)       | 200         | Arago de Sète                    | A       |
| 11 | Pearson Eshenko        | 16.10.1997 (24)       | 204         | SVG Lüneburg                     | Ś       |
| 12 | Lucas Van Berkel       | 29.11.1991 (30)       | 208         | VfB Friedrichshafen              | Ś       |
| 13 | Max Elgert             | 31.08.1998 (23)       | 193         | University of Alberta            | R       |
| 14 | Xander Ketrzynski      | 27.01.2000 (22)       | 208         | SK Zadruga Aich/Dob              | Ś       |
| 15 | Marc Wilson            | 12.10.1991 (30)       | 202         | VK ČEZ Karlovarsko               | Ś       |
| 16 | Jordan Schnitzer       | 28.07.1999 (22)       | 198         | Trinity Western Spartans         | Ś       |
| 17 | Ryley Barnes (Barncat) | 11.10.1993 (28)       | 200         | PAOK Saloniki                    | P       |
| 18 | Justin Lui             | 08.05.2000 (22)       | 178         | Team Canada Full Time Centre     | L       |
| 19 | Brodie Hofer           | 27.04.2000 (22)       | 199         | Trinity Western Spartans         | P       |
| 20 | Derek Epp              | 15.06.1998 (23)       | 196         | Trinity Western Spartans         | R       |
| 21 | Jackson Howe           | 16.06.1998 (23)       | 195         | Trinity Western Spartans         | Ś       |
| 22 | Brandon Koppers        | 09.09.1995 (26)       | 202         | MKS Będzin                       | P       |
| 23 | Fynnian Mccarthy       | 04.12.1999 (22)       | 200         | VK Lvi Praha                     | Ś       |
| 24 | Mathias Elser          | 03.06.2001 (21)       | 198         | Trinity Western Spartans         | R       |
| 25 | Samuel Cooper          | 17.06.2001 (20)       | 198         | University of McMaster Marauders | P       |

## Niemcy[10]
Trener: Michał Winiarski
| Nr | Imię i nazwisko  | Data urodzenia (wiek) | Wzrost (cm) | Klub                                 | Pozycja |
| -- | ---------------- | --------------------- | ----------- | ------------------------------------ | ------- |
| 1  | Christian Fromm  | 15.08.1990 (31)       | 204         | Tonno Callipo Calabria Vibo Valentia | P       |
| 2  | Johannes Tille   | 07.05.1997 (25)       | 186         | Saint-Nazaire VB Atlantique          | R       |
| 3  | Ruben Schott     | 08.07.1994 (27)       | 192         | Berlin Recycling Volleys             | P       |
| 4  | Leonard Graven   | 22.04.2004 (18)       | 180         | ASV Dachau                           | L       |
| 5  | Moritz Reichert  | 15.03.1995 (27)       | 195         | Trefl Gdańsk                         | P       |
| 10 | Julian Zenger    | 26.08.1997 (24)       | 190         | Itas Trentino                        | L       |
| 11 | Lukas Kampa      | 29.11.1986 (35)       | 195         | Trefl Gdańsk                         | R       |
| 14 | Moritz Karlitzek | 12.08.1996 (25)       | 191         | Arago de Sète                        | P       |
| 16 | Eric Burggräf    | 03.03.1999 (23)       | 184         | SWD Powervolleys Düren               | R       |
| 17 | Jan Zimmermann   | 12.02.1993 (29)       | 190         | Kioene Padwa                         | R       |
| 18 | Florian Krage    | 11.01.1997 (25)       | 204         | Cuprum Lubin                         | Ś       |
| 19 | Erik Röhrs       | 24.04.2001 (21)       | 194         | SWD Powervolleys Düren               | P       |
| 20 | Linus Weber      | 01.11.1999 (22)       | 200         | Kioene Padwa                         | A       |
| 21 | Tobias Krick     | 22.10.1998 (23)       | 211         | Top Volley Cisterna                  | Ś       |
| 22 | Tobias Brand     | 09.07.1998 (23)       | 193         | SWD Powervolleys Düren               | P       |
| 23 | Yannick Goralik  | 23.10.1997 (24)       | 206         | Netzhoppers KW-Bestensee             | Ś       |
| 24 | Daniel Malescha  | 28.04.1994 (28)       | 203         | United Volleys Frankfurt             | A       |
| 25 | Lukas Maase      | 28.08.1998 (23)       | 212         | VfB Friedrichshafen                  | Ś/A     |
| 29 | Leon Dervisaj    | 07.09.1996 (25)       | 194         | United Volleys Frankfurt             | R       |
| 32 | Iven Ferch       | 18.09.1997 (24)       | 208         | WWK Volleys Herrsching               | Ś       |
| 38 | Tim Peter        | 08.09.1997 (24)       | 197         | WWK Volleys Herrsching               | P       |
| 40 | Max Schulz       | 25.08.2002 (19)       | 194         | Netzhoppers KW-Bestensee             | P       |

## Serbia[11]
Trener: Igor Kolaković
| Nr | Imię i nazwisko         | Data urodzenia  | Wzrost (cm) | Klub                   | Pozycja |
| -- | ----------------------- | --------------- | ----------- | ---------------------- | ------- |
| 1  | Uroš Nikolić            | 27.07.1998 (23) | 210         | Werona Volley          | Ś       |
| 4  | Nemanja Petrić          | 28.07.1987 (34) | 205         | Biełogorje Biełgorod   | P       |
| 5  | Milan Katić             | 22.10.1993 (28) | 202         | Vero Volley Monza      | P       |
| 6  | Nikola Peković          | 06.03.1990 (32) | 176         | VfB Friedrichshafen    | L       |
| 7  | Petar Krsmanović        | 01.06.1990 (32) | 206         | Kuzbass Kemerowo       | Ś       |
| 8  | Marko Ivović            | 22.12.1990 (31) | 194         | Dinamo-LO              | P       |
| 9  | Nikola Jovović          | 13.02.1992 (30) | 197         | Dinamo-LO              | R       |
| 10 | Miran Kujundžić         | 19.06.1997 (24) | 196         | Paris Volley           | P       |
| 12 | Pavle Perić             | 07.08.1998 (23) | 207         | Olympiakos Pireus      | P       |
| 14 | Aleksandar Atanasijević | 04.09.1991 (30) | 200         | PGE Skra Bełchatów     | A       |
| 15 | Nemanja Mašulović       | 05.10.1995 (26) | 205         | ACH Volley Lublana     | Ś       |
| 18 | Marko Podraščanin       | 29.08.1987 (34) | 204         | Itas Trentino          | Ś       |
| 20 | Srećko Lisinac          | 17.05.1992 (30) | 205         | Itas Trentino          | Ś       |
| 21 | Vuk Todorović           | 23.04.1998 (24) | 190         | ACH Volley Lublana     | R       |
| 22 | Andrija Vilimanović     | 14.11.1995 (26) | 195         | OK Vojvodina Nowy Sad  | R       |
| 23 | Božidar Vučićević       | 09.12.1998 (23) | 205         | Halkbank Ankara        | A       |
| 28 | Lazar Marinović         | 07.06.1998 (24) | 197         | OK Partizan Belgrad    | P       |
| 29 | Aleksandar Nedeljković  | 27.10.1997 (24) | 205         | VK Lvi Praha           | Ś       |
| 30 | Lazar Koprivica         | 08.11.1991 (30) | 198         | OK Radnički Kragujevac | P/L     |
| 32 | Nikola Meljanac         | 15.01.1999 (23) | 201         | Crvena zvezda Belgrad  | A       |
| 33 | Dušan Petković          | 27.01.1992 (30) | 202         | Projekt Warszawa       | A       |
| 35 | Andrej Rudić            | 17.02.1999 (23) | 201         | OK Vojvodina Nowy Sad  | Ś       |
| 39 | Andrija Vulikić         | 02.02.1997 (25) | 193         | Spartak Subotica       | R       |

## Słowenia[12]
Trener: Mark Lebedew
| Nr | Imię i nazwisko  | Data urodzenia  | Wzrost (cm) | Klub                         | Pozycja |
| -- | ---------------- | --------------- | ----------- | ---------------------------- | ------- |
| 1  | Tonček Štern     | 14.11.1995 (26) | 198         | Gas Sales Bluenergy Piacenza | A       |
| 2  | Alen Pajenk      | 23.04.1986 (36) | 203         | Olympiakos Pireus            | Ś       |
| 3  | Uroš Planinšič   | 09.05.1998 (24) | 186         | Merkur Maribor               | R       |
| 4  | Jan Kozamernik   | 24.12.1995 (26) | 204         | Asseco Resovia Rzeszów       | Ś       |
| 5  | Alen Šket        | 28.03.1988 (34) | 204         | ACH Volley Lublana           | P       |
| 6  | Mitja Gasparini  | 26.06.1984 (37) | 201         | Calcit Kamnik                | A       |
| 7  | Alan Košenina    | 30.08.1996 (25) | 189         | Merkur Maribor               | L       |
| 8  | Crtomir Bošnjak  | 21.09.2000 (21) | 196         | OK Črnuče                    | P       |
| 9  | Dejan Vinčić     | 15.09.1986 (35) | 202         | VfB Friedrichshafen          | R       |
| 10 | Sašo Štalekar    | 03.05.1996 (26) | 214         | Panathinaikos Ateny          | Ś       |
| 11 | Danijel Koncilja | 04.09.1990 (31) | 201         | AS Cannes VB                 | Ś       |
| 12 | Jan Klobučar     | 11.12.1992 (29) | 195         | Calcit Kamnik                | P       |
| 13 | Jani Kovačič     | 14.06.1992 (29) | 185         | ACH Volley Lublana           | L       |
| 14 | Žiga Štern       | 02.01.1994 (28) | 193         | AO Foinikas Syros            | P       |
| 15 | Matic Videčnik   | 31.07.1993 (28) | 203         | ACH Volley Lublana           | Ś       |
| 16 | Gregor Ropret    | 01.03.1989 (33) | 192         | Cambrai Volley               | R       |
| 17 | Tine Urnaut      | 03.09.1988 (33) | 201         | Zenit Petersburg             | P       |
| 18 | Klemen Čebulj    | 21.02.1992 (30) | 202         | Asseco Resovia Rzeszów       | P       |
| 19 | Rok Možič        | 17.01.2002 (20) | 200         | Werona Volley                | P       |
| 20 | Nik Mujanovič    | 14.10.2004 (17) | 203         | Calcit Kamnik                | A       |
| 21 | Gregor Pernuš    | 16.07.1999 (22) | 198         | ACH Volley Lublana           | R       |
| 22 | Janž Janez Kržič | 26.06.2003 (18) | 202         | Merkur Maribor               | Ś       |
| 23 | Jure Okroglič    | 27.01.1997 (25) | 190         | ACH Volley Lublana           | P       |

## Stany Zjednoczone[13]
Trener: John Speraw
| Nr | Imię i nazwisko    | Data urodzenia (wiek) | Wzrost (cm) | Klub                                    | Pozycja |
| -- | ------------------ | --------------------- | ----------- | --------------------------------------- | ------- |
| 2  | Aaron Russell      | 04.06.1993 (29)       | 205         | Gas Sales Bluenergy Piacenza            | P       |
| 3  | James Shaw         | 05.03.1994 (28)       | 203         |                                         | R       |
| 4  | Jeffrey Jendryk    | 15.09.1995 (26)       | 208         | Berlin Recycling Volleys                | Ś       |
| 5  | Kyle Ensing        | 06.03.1997 (25)       | 201         | Maccabi Tel Awiw                        | A       |
| 6  | Mitchell Stahl     | 31.08.1994 (27)       | 203         | PSG Stal Nysa                           | Ś       |
| 7  | Jacob Pasteur      | 05.06.2002 (22)       | 193         | Ohio State University                   | P       |
| 8  | Torey Defalco      | 10.04.1997 (25)       | 198         | Indykpol AZS Olsztyn                    | P       |
| 9  | Jake Hanes         | 03.09.1997 (24)       | 213         | BBTS Bielsko-Biała                      | A       |
| 10 | Kyle Dagostino     | 18.05.1995 (27)       | 176         | Raision Loimu                           | L       |
| 11 | Micah Christenson  | 08.05.1993 (29)       | 198         | Zenit Kazań                             | R       |
| 13 | Patrick Gasman     | 02.01.1997 (25)       | 208         | Vôlei Funvic Natal                      | Ś       |
| 14 | Quinn Isaacson     | 19.02.1999 (23)       | 188         | Ball State University                   | R       |
| 15 | Kyle Russell       | 25.08.1993 (28)       | 206         | Daejeon Samsung Bluefangs               | A       |
| 16 | Joshua Tuaniga     | 18.03.1997 (25)       | 191         | Ślepsk Malow Suwałki                    | R       |
| 17 | Thomas Jaeschke    | 04.09.1993 (28)       | 200         | Allianz Milano                          | P       |
| 18 | Garrett Muagututia | 26.02.1988 (34)       | 205         | Al-Ahly                                 | P       |
| 20 | David Smith        | 15.05.1985 (37)       | 201         | Grupa Azoty ZAKSA Kędzierzyn-Koźle      | Ś       |
| 21 | Mason Briggs       | 21.01.2001 (21)       | 183         | California State University, Long Beach | L       |
| 22 | Erik Shoji         | 24.08.1989 (32)       | 184         | Grupa Azoty ZAKSA Kędzierzyn-Koźle      | L       |
| 23 | Cody Kessel        | 03.12.1991 (30)       | 197         | Berlin Recycling Volleys                | P       |
| 24 | Brett Wildman      | 06.03.2000 (22)       | 196         | Pennsylvania State University           | P       |
| 25 | William Rottman    | 29.06.2001 (20)       | 198         | Stanford University                     | P       |
| 26 | Merrick McHenry    | 17.10.2000 (21)       | 201         | University of California, Los Angeles   | Ś       |
| 27 | Tyler Mitchem      | 24.05.1998 (24)       | 208         | Lewis University                        | Ś       |
| 31 | Spencer Olivier    | 05.01.1999 (23)       | 198         | California State University, Long Beach | P       |

## Włochy[14]
- Trener: Ferdinando De Giorgi

| Nr | Imię i nazwisko        | Data urodzenia  | Wzrost (cm) | Klub                         | Pozycja |
| -- | ---------------------- | --------------- | ----------- | ---------------------------- | ------- |
| 1  | Giulio Pinali          | 02.04.1997 (25) | 199         | Itas Trentino                | A       |
| 2  | Fabio Ricci            | 11.07.1994 (27) | 205         | Sir Safety Conad Perugia     | Ś       |
| 3  | Francesco Recine       | 07.02.1999 (23) | 185         | Gas Sales Bluenergy Piacenza | P       |
| 4  | Oreste Cavuto          | 05.12.1996 (25) | 196         | Itas Trentino                | P       |
| 5  | Alessandro Michieletto | 05.12.2001 (21) | 205         | Itas Trentino                | P       |
| 6  | Simone Giannelli       | 09.08.1996 (25) | 199         | Sir Safety Conad Perugia     | R       |
| 7  | Fabio Balaso           | 20.10.1995 (26) | 178         | Cucine Lube Civitanova       | L       |
| 8  | Riccardo Sbertoli      | 23.05.1998 (24) | 188         | Itas Trentino                | R       |
| 9  | Ivan Zaytsev           | 02.10.1988 (33) | 202         | Cucine Lube Civitanova       | A       |
| 10 | Marco Falaschi         | 18.09.1987 (34) | 188         | Gioiella Prisma Taranto      | R       |
| 11 | Davide Gardini         | 11.02.1999 (23) | 203         | Brigham Young University     | P       |
| 12 | Mattia Bottolo         | 03.01.2000 (22) | 196         | Kioene Padwa                 | P       |
| 13 | Lorenzo Cortesia       | 26.07.1999 (22) | 202         | Werona Volley                | Ś       |
| 14 | Gianluca Galassi       | 24.07.1997 (24) | 201         | Vero Volley Monza            | Ś       |
| 15 | Daniele Lavia          | 04.11.1999 (22) | 200         | Itas Trentino                | P       |
| 16 | Yuri Romanò            | 26.07.1997 (24) | 203         | Allianz Milano               | A       |
| 17 | Simone Anzani          | 24.02.1992 (30) | 204         | Cucine Lube Civitanova       | Ś       |
| 18 | Fabrizio Gironi        | 18.03.2000 (22) | 200         | Gioiella Prisma Taranto      | P       |
| 19 | Roberto Russo          | 23.02.1997 (25) | 205         | Sir Safety Conad Perugia     | Ś       |
| 20 | Paolo Porro            | 27.10.2001 (20) | 183         | Allianz Milano               | R       |
| 21 | Alessandro Piccinelli  | 30.01.1997 (25) | 189         | Sir Safety Conad Perugia     | L       |
| 22 | Tommaso Stefani        | 04.05.2001 (21) | 210         | Gioiella Prisma Taranto      | A       |
| 24 | Leonardo Scanferla     | 04.12.1998 (23) | 184         | Gas Sales Bluenergy Piacenza | L       |
| 25 | Marco Vitelli          | 04.04.1996 (26) | 202         | Kioene Padwa                 | Ś       |
| 30 | Leandro Mosca          | 05.09.2000 (20) | 209         | Allianz Milano               | Ś       |